# 角花烏蘞莓
角花乌蔹莓（学名：Cayratia corniculata）是葡萄科乌蔹莓属的植物。分布于中国大陆的广东、福建等地，生长于海拔200米至600米的地区，见于山谷溪边疏林和山坡灌丛。